# Réveillon (Marne)
Pour les articles homonymes, voir Réveillon.
Réveillon est une commune française, située dans le département de la Marne en région Grand Est.

## Géographie
|                                          | Villeneuve-la-Lionne                     |          |
| Saint-Martin-du-Boschet (Seine-et-Marne) | Réveillon                                | Joiselle |
|                                          | Saint-Martin-du-Boschet (Seine-et-Marne) | Neuvy    |

### Hydrographie

#### Réseau hydrographique
La commune est dans la région hydrographique « la Seine de sa source au confluent de l'Oise (exclu) » au sein du bassin Seine-Normandie. Elle est drainée par le ru des Routis, le ruisseau de la Fontenelle et le ruisseau de la Vallee,.

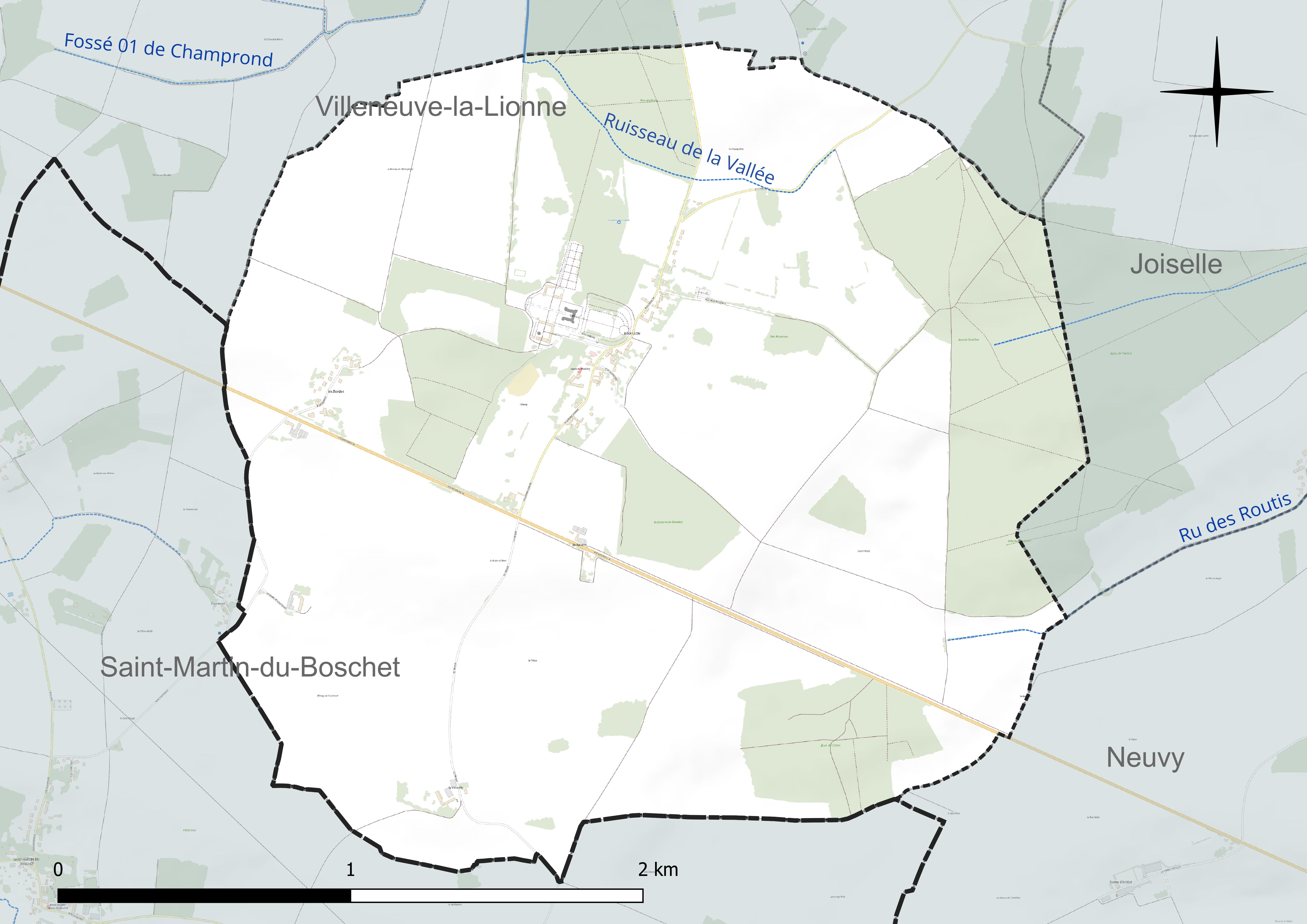
Réseau hydrographique de Réveillon.

#### Gestion et qualité des eaux
Le territoire communal est couvert par le schéma d'aménagement et de gestion des eaux (SAGE) « Petit et Grand Morin ». Ce document de planification concerne le territoire des bassins versants du Petit Morin (630 km2) et du Grand Morin (1 185 km2) et se répartit sur trois départements (la Marne, l'Aisne et la Seine-et-Marne). Il a été approuvé le 21 octobre 2016. La structure porteuse de l'élaboration et de la mise en œuvre est le Syndicat mixte d'aménagement et de gestion des eaux (SMAGE) - EPAGE. 
La qualité des cours d’eau peut être consultée sur un site dédié géré par les agences de l’eau et l’Agence française pour la biodiversité. 

### Climat
Pour des articles plus généraux, voir Climat du Grand Est et Climat de la Marne.
En 2010, le climat de la commune est de type climat océanique dégradé des plaines du Centre et du Nord, selon une étude du Centre national de la recherche scientifique s'appuyant sur une série de données couvrant la période 1971-2000. En 2020, Météo-France publie une typologie des climats de la France métropolitaine dans laquelle la commune est exposée à un climat océanique altéré et est dans la région climatique  Nord-est du bassin Parisien, caractérisée par un ensoleillement médiocre, une pluviométrie moyenne régulièrement répartie au cours de l’année et un hiver froid (3 °C). 
Pour la période 1971-2000, la température annuelle moyenne est de 10,2 °C, avec une amplitude thermique annuelle de 15,4 °C. Le cumul annuel moyen de précipitations est de 746 mm, avec 11,9 jours de précipitations en janvier et 8,2 jours en juillet. Pour la période 1991-2020, la température moyenne annuelle observée sur la station météorologique de Météo-France la plus proche, « Esternay-Man », sur la commune d'Esternay à 8 km à vol d'oiseau, est de 10,9 °C et le cumul annuel moyen de précipitations est de 780,5 mm. 
La température maximale relevée sur cette station est de 42,5 °C, atteinte le 25 juillet 2019 ; la température minimale est de −25 °C, atteinte le 14 février 1956,,. 
Les paramètres climatiques de la commune ont été estimés pour le milieu du siècle (2041-2070) selon différents scénarios d'émission de gaz à effet de serre à partir des nouvelles projections climatiques de référence DRIAS-2020. Ils sont consultables sur un site dédié publié par Météo-France en novembre 2022.

## Urbanisme

### Typologie
Au 1er janvier 2024, Réveillon est catégorisée commune rurale à habitat très dispersé, selon la nouvelle grille communale de densité à sept niveaux définie par l'Insee en 2022.
Elle est située hors unité urbaine. Par ailleurs la commune fait partie de l'aire d'attraction de Paris, dont elle est une commune de la couronne,. 

### Occupation des sols
L'occupation des sols de la commune, telle qu'elle ressort de la base de données européenne d’occupation biophysique des sols Corine Land Cover (CLC), est marquée par l'importance des territoires agricoles (83,6 % en 2018), en diminution par rapport à 1990 (84,7 %). La répartition détaillée en 2018 est la suivante : 
terres arables (61,9 %), forêts (16,4 %), zones agricoles hétérogènes (11,7 %), prairies (10 %). L'évolution de l’occupation des sols de la commune et de ses infrastructures peut être observée sur les différentes représentations cartographiques du territoire : la carte de Cassini (XVIIIe siècle), la carte d'état-major (1820-1866) et les cartes ou photos aériennes de l'IGN pour la période actuelle (1950 à aujourd'hui).

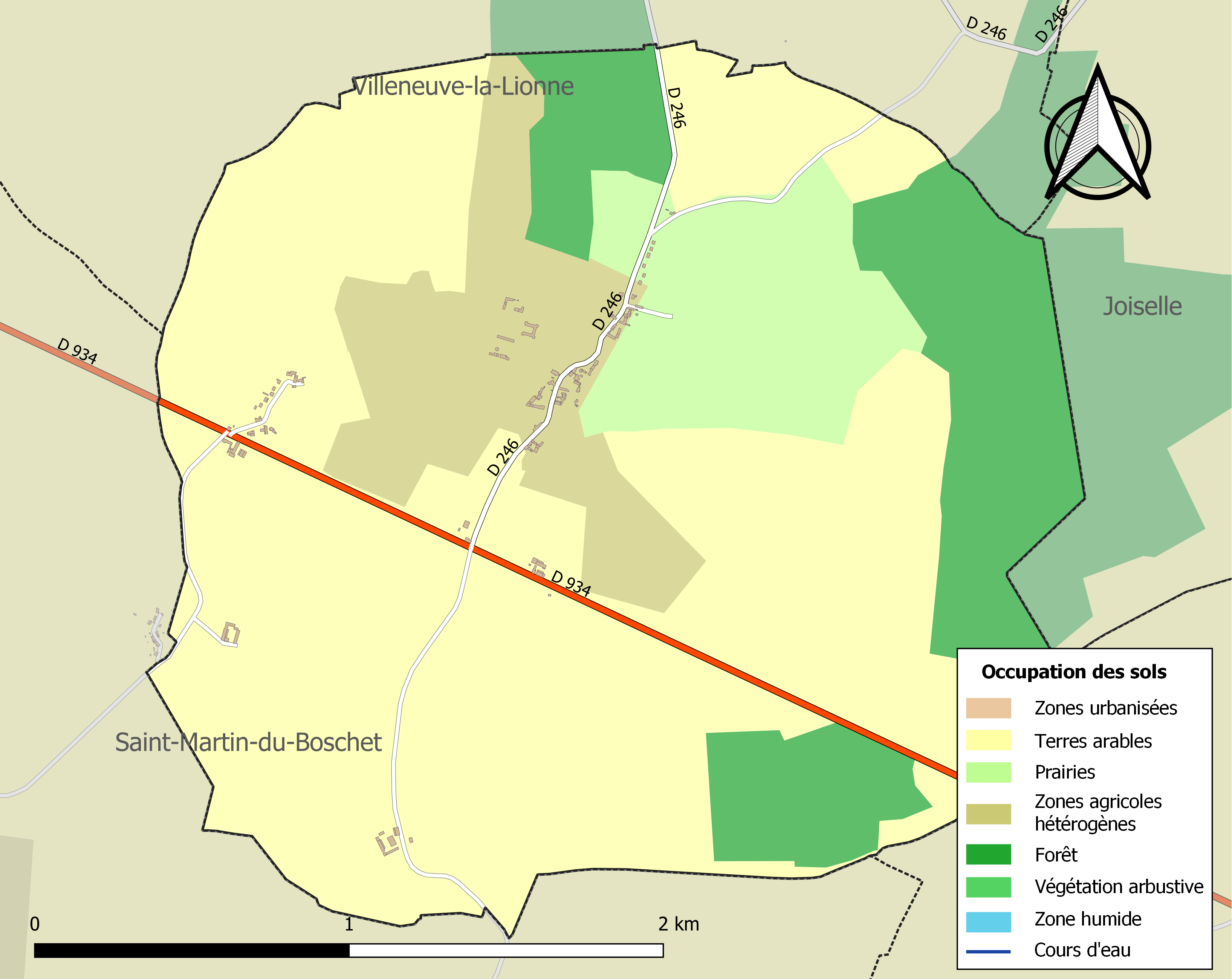
Carte des infrastructures et de l'occupation des sols de la commune en 2018 (CLC).

## Toponymie
Attestée sous la forme Rivilanet Rivillon vers 1252, Roullon en 1518, Reveillon en 1793.
Son nom serait issu du de l'oïl riewel « ruisseau » et du suffixe  à valeur diminutive -on, d'où « petit ruisseau », ici, le ru des Routis, le ruisseau de la Fontenelle ou le ruisseau de la Vallée.

## Histoire
Durant la Seconde Guerre mondiale, le 58e régiment d'artillerie a livré une bataille destinée à retarder l'avancée des troupes allemandes vers Paris. Le régiment a subi alors de nombreuses pertes.

## Politique et administration
| Période                                  | Période                      | Identité       | Étiquette | Qualité |
| ---------------------------------------- | ---------------------------- | -------------- | --------- | ------- |
| Les données manquantes sont à compléter. |                              |                |           |         |
| 2001                                     | 2014                         | Viviane Arnoux | PS        |         |
| 2014                                     | En cours (au 4 juillet 2014) | Daniel Dubois  |           |         |

## Démographie
L'évolution du nombre d'habitants est connue à travers les recensements de la population effectués dans la commune depuis 1793. Pour les communes de moins de 10 000 habitants, une enquête de recensement portant sur toute la population est réalisée tous les cinq ans, les populations de référence des années intermédiaires étant quant à elles estimées par interpolation ou extrapolation. Pour la commune, le premier recensement exhaustif entrant dans le cadre du nouveau dispositif a été réalisé en 2004.

En 2022, la commune comptait 105 habitants, en stagnation par rapport à 2016 (Marne : −1,19 %, France hors Mayotte : +2,11 %).
| 1793 | 1800 | 1806 | 1821 | 1831 | 1836 | 1841 | 1846 | 1851 |
| ---- | ---- | ---- | ---- | ---- | ---- | ---- | ---- | ---- |
| 125  | 163  | 172  | 153  | 187  | 187  | 231  | 277  | 268  |

| 1856 | 1861 | 1866 | 1872 | 1876 | 1881 | 1886 | 1891 | 1896 |
| ---- | ---- | ---- | ---- | ---- | ---- | ---- | ---- | ---- |
| 247  | 212  | 203  | 185  | 198  | 175  | 180  | 200  | 198  |

| 1901 | 1906 | 1911 | 1921 | 1926 | 1931 | 1936 | 1946 | 1954 |
| ---- | ---- | ---- | ---- | ---- | ---- | ---- | ---- | ---- |
| 187  | 171  | 159  | 168  | 148  | 112  | 117  | 119  | 124  |

| 1962 | 1968 | 1975 | 1982 | 1990 | 1999 | 2004 | 2006 | 2009 |
| ---- | ---- | ---- | ---- | ---- | ---- | ---- | ---- | ---- |
| 113  | 109  | 91   | 77   | 103  | 106  | 123  | 132  | 104  |

| 2014 | 2019 | 2022 | - | - | - | - | - | - |
| ---- | ---- | ---- | - | - | - | - | - | - |
| 106  | 110  | 105  | - | - | - | - | - | - |

## Héraldique
| Armes de Reveillon | Les armes de la commune se blasonnent ainsi : d'argent aux deux fasces de gueules chargées de cinq trèfles d'or, 3 et 2, au chef d'azur chargé d'une aigle aussi d'or. |

## Lieux et monuments

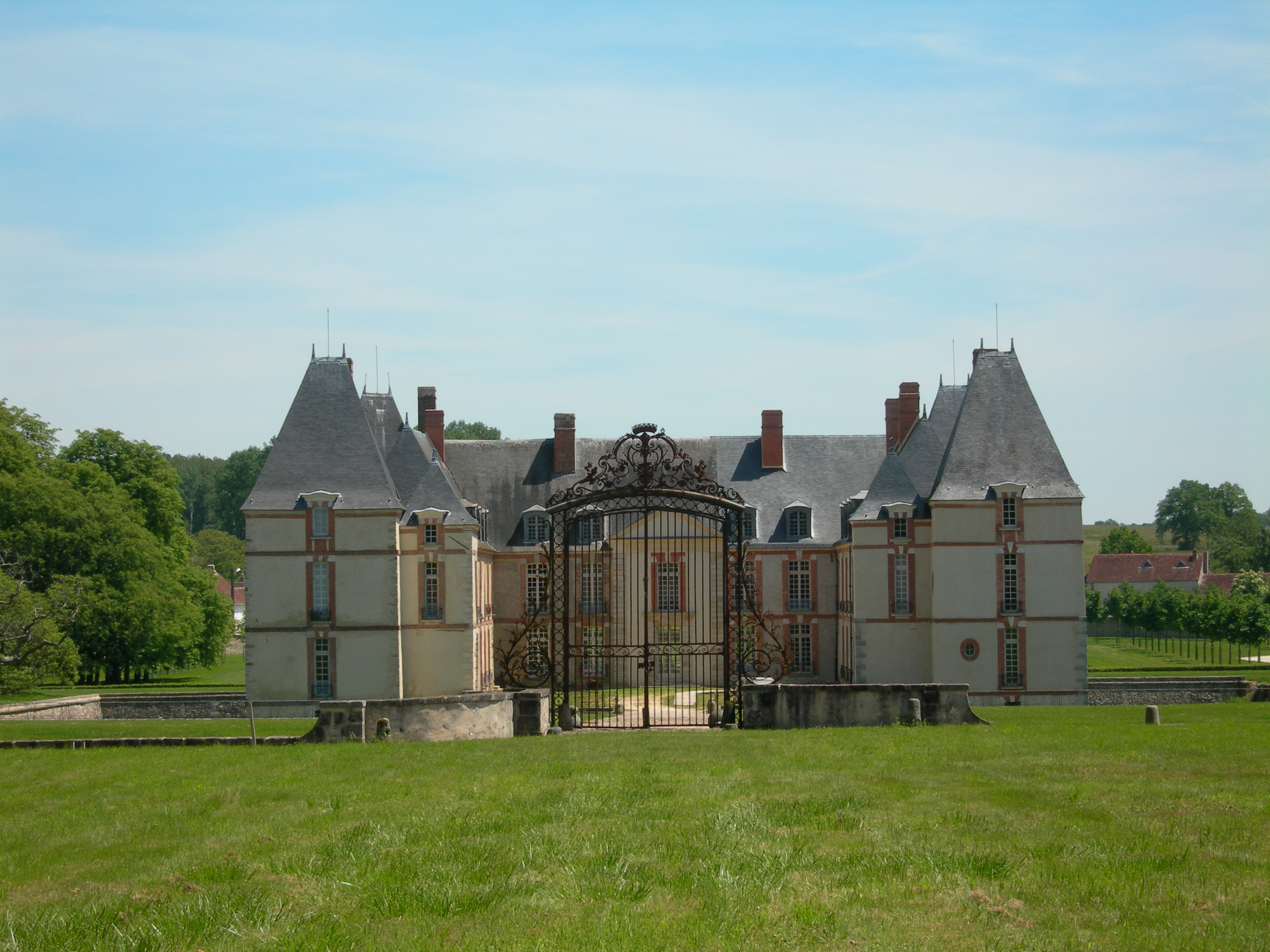
Le château de Réveillon.

- Château de Réveillon  édifié de 1607 à 1617 sur les fondations d'un château fort du XIIIe siècle. Il doit à ses constructeurs, la composition de son architecture : douves, plan en U enserrant une cour. Au XVIIIe siècle, ses propriétaires successifs, le marquis d’Argenson et Jules-Robert de Cotte retouchèrent les fenêtres et embellirent la façade sur jardin à la française d’un fronton sculpté. À la fin du XIXe siècle, de nombreux auteurs y séjournèrent dont Marcel Proust. Le château possède un magnifique colombier, où l’on peut encore grimper par son échelle rotative pour y récupérer œufs et pigeonneaux.
- L’église Saint-Fiacre, du XVe siècle avec sa nef en forme de vaisseau de bois renversé[21].

## Personnalités liées à la commune
- Marcel Proust séjourna au château. Il y écrivit son premier roman Les Plaisirs et les Jours. Pour le personnage clef de Madame Verdurin, il s'inspira de Madeleine Lemaire, la châtelaine, connue pour ses tableaux de fleurs et de roses.Avec Suzette la fille de Madeleine, il échangea une correspondance